# ترخس حقيقي
ترخس حقيقي (الاسم العلمي:Trechus verus) هو نوع من الحشرات يتبع جنس الترخس من فصيلة الخنافس الأرضية.